# Lene Hansen
Lene Hansen (født 31. oktober 1948) er en dansk politiker, der er tidligere folketingsmedlem for Socialdemokraterne. Hun blev valgt til borgmester i den gamle Brønderslev Kommune 1998-2002 og den nye Brønderslev Kommune 2010-2014, men sad allerede fra 1994 som menigt medlem af kommunalbestyrelsen. 
Hansen er uddannet lærer fra Hjørring Seminarium.
Under tiden som medlem af kommunalbestyrelsen, bestred hun posten som formand for social- og sundhedsudvalget og senere for børne- og kulturudvalget.
I 2002 blev hun opstillet som folketingskandidat i Hjørringkredsen, og efterfølgende valgt ind ved valget i 2005.
Som medlem af Folketinget, har hun primært med arbejdet i de respektive udvalg på social-, sundheds-, kommunal- og fødevareområderne. Desuden har hun sæde i Grønlandsudvalget og Færøudvalget, og har midlertidigt siddet med i Erhvervs- og Integrationsudvalget.